# 심야의 탈출 (1982년 영화)
《심야의 탈출》(영어: Night Crossing)은 영국과 미국에서 제작된 델버트 맨 감독의 1981년 스릴러 드라마 영화이다. 존 허트 등이 출연하였고, 톰 리치 등이 제작에 참여하였다.

## 출연진
- 존 허트
- 더그 매키언
- 보 브리지스
- 제인 알렉산더
- 글리니스 오코너
- 클라우스 뢰비치
- 이언 배넌
- 매슈 테일러
- 얀 니클라스

## 기타 제작진
- 미술: 롤프 체트바우어